# 아브란테스역
아브란테스역(스페인어: Abrantes)은 마드리드 지하철 11호선의 역이다. 마드리드 카라반첼 구의 아브란테스 대로에서 알폰소 마르티네스 콘데 거리와 만나는 교차로 지점에 위치해 있다. 요금구역상으로는 A구역에 속한다.

## 역사
1998년 11월 16일 11호선 첫 개통과 함께 문을 열었다.

## 환승 정보
역 주변에 버스 정류장이 두 곳 있다.
버스
- 시내버스
  - 47, 108번 노선 (주간)
- 시외버스
  - 484번 노선 (주간)

지하철
| 마드리드 지하철 | 마드리드 지하철        | 마드리드 지하철       |
| --------------- | ---------------------- | --------------------- |
| 플라사 엘립티카 | 마드리드 지하철 11호선 | 판 벤디토 라 포르투나 |